# Études sur la réincarnation
Les études sur la réincarnation désignent une série de recherches impliquant les domaines de la psychiatrie (notamment la psychiatrie infantile) et l’ethnographie, réalisées selon les principes de la méthode scientifique et non sur une base impliquant la religion ou la croyance. Le processus repose sur des recherches de terrain dans diverses cultures (voir Théorie ancrée) et la collecte des cas individuels d'enfants ou d'adultes proclamant avoir vécu des vies antérieures, ainsi que des investigations afin de vérifier la véracité de ces informations.

## Origines

### Précurseurs
Le précurseur des études sur la réincarnation est généralement considéré comme étant le psychiatre canadien Ian Stevenson, cependant, des relevés anthropologiques existent depuis plus longtemps, tels que le compte-rendu de Paul Radin en 1909 sur les vies réincarnées postulées par un guérisseur Winnebago, Thunder Cloud, et republié au côté d'autres études ethnographiques sur le sujet dans Amerindian Rebirth: Reincarnation Belief among North American Indians and Inuit en 1994.

### Historique
En 1960, Ian Stevenson, alors président du département de psychiatrie de l'université de Virginie, a écrit un compte-rendu sur quarante-quatre cas publiés antérieurement au sujet de personnes qui proclamaient des souvenirs de vies antérieures. Il a ensuite commencé à entendre parler de nouveaux cas et, l'année suivante, il a fait un voyage en Inde après avoir pris connaissance de cinq cas. Il y est resté quatre semaines et en a trouvé vingt-cinq. Il a obtenu des résultats similaires à Ceylan (Sri Lanka) et s'est rendu compte que le phénomène était beaucoup plus fréquent que ce que l'on avait connu jusqu'alors. Il a alors adopté une approche analytique des cas.
Dans les années 1980 et 1990, d'autres enquêteurs ont publié des rapports sur d'autres cas de ce type. En 1995, environ 90 rapports détaillés de ces cas avaient été publiés. Les cas publiés dans les rapports détaillés ont été sélectionnés parmi un nombre beaucoup plus important de cas, estimé à environ 2500 au total, qui ont fait l'objet d'une enquête. Un grand nombre de ces affaires ont fait l'objet d'enquêtes approfondies, mais d'autres n'en ont pas fait l'objet.
Dans le prolongement de la longue carrière de recherche de Stevenson, Erlendur Haraldsson, Jurgen Keil et Antonia Mills ont mené des études de réplication pour évaluer si des chercheurs indépendants atteindraient des résultats similaires (Haraldsson 1991 ; Keil 1991 ; Mills 1989 ; Mills, Haraldsson et Keil 1994). Ces études de réplication ont permis d'ajouter aux rares et précieux cas où il existe une trace écrite des déclarations de l'enfant faites avant que la personnalité précédente ait été identifiée et que des contacts aient été pris avec sa famille (Stevenson et Samararatne 1988).

## Méthodologie

### Principes
De jeunes enfants disent parfois qu'ils ont vécu dans des circonstances et des familles différentes avant leur vie actuelle et fournissent des récits et des quantités de détails variables sur cette vie (la « personnalité précédente »). Ils sont appelés dans le protocole de recherche, des cas de type réincarnation (CTR). De tels cas ont été signalés dans différents pays, y compris les pays occidentaux, bien que davantage de cas aient été signalés dans les pays asiatiques. Un certain nombre de rapports, mettant en évidence les différentes caractéristiques des cas, ont été publiés dans des ouvrages spécialisés et des revues scientifiques.

### Approche heuristique du «paranormal»
Les souvenirs attribués à des vies antérieures se produisent et sont étudiés dans diverses conditions, y compris l'état de veille normal et les états de conscience altérés. Ces dernières conditions peuvent accroître la difficulté de distinguer les expériences anormales des expériences dites paranormales. Une revendication justifiée de pouvoirs paranormaux peut être rejetée car elle ne représente qu'une partie des hallucinations d'une personne.   
Il faut de l'expérience pour distinguer entre les états dits parapsychologiques et les états pathologiques.
Une revue d'études suppose que, même s'il y a souvent supposition d'une « connexion paranormale », c'est-à-dire hors des moyens habituels de connexion sensorielle, entre les CTR et les personnes décédées, les propos concernant le domaine du paranormal ne semblent pas augmenter avec le temps chez les sujets.
Divers facteurs sont à éliminer au cours des enquêtes de vérification de témoignages :
- La fraude qui suppose que le CTR ou un membre de sa famille a délibérément modifié les preuves ou inventé de faux souvenirs pour un profit personnel[6]
- Les fantaisies qui supposent que le CTR invente des souvenirs agréables ou fabuleux afin d'échapper à une vie pénible[6]
- L'inaptitude des participants à l'enquête à distinguer entre des témoignages de première main (en) et de seconde ou troisième main[6]
- La réaction de témoins d'un cas de meurtre, qui peut entraîner des réticences à l'obtention de témoignages au sujet de la « personnalité précédente » de CTR[6]
- La cryptomnésie, qui indiquerait que le CTR aurait obtenu une information typique d'une « personnalité précédente », alors que ce serait une information obtenue par usage normal de la mémoire[6]
- La paramnésie, particulièrement le phénomène de déjà-vu, qui indiquerait qu'un témoin attribuerait par erreur des souvenirs à un CTR[6]
- L'hypothèse dite socio-psychologique suppose que, dans une culture qui croit en la réincarnation, un enfant qui semble parler d'une vie antérieure serait encouragé à en dire plus. Ce qu'il dit amènerait alors ses parents à trouver une autre famille dont les membres en viennent à croire que l'enfant a parlé d'un membre décédé de leur famille. Les deux familles échangeraient des informations sur les détails, et elles finiraient par attribuer au sujet le mérite d'avoir eu beaucoup plus de connaissances sur la personne décédée identifiée qu'il n'en avait réellement[8].
- L'hypothèse de perception extrasensorielle qui suppose qu'une personne aurait obtenu, par des moyens extra-ordinaires, des informations correcte au sujet d'une « personnalité précédente » décédée, seulement détenues par les proches de cette dernière[6]
- L'hypothèse de la mémoire génétique qui suppose qu'une personne aurait obtenu par hérédité des souvenirs d'une personne décédée[6]
- L'occurrence d'un cas de possession, qui postulerait qu'un « esprit » ou une « personnalité » occupe le corps d'une personne, parfois se substituant à la personnalité originale de la personne, de façon partielle ou complète[6] ; dans certains cas de possession étudiés en Inde, l'hypothèse de cryptomnésie avec seconde personnalité, ou celle de seconde personnalité dotée de pouvoirs paranormaux, ont été invoquées afin d'expliquer les changements comportementaux et identitaires d'une personne[9].

L'hypothèse de réincarnation ne doit être postulée qu'alors qu'aucune autre explication n'est disponible pour l'ensemble des faits constatés.

### Cas particulier des phénomènes de «possession»
Les états de possession sont répandus en Inde et ont été étudiés par plusieurs chercheurs. La plupart des psychiatres, psychologues et anthropologues ont souligné les similitudes entre ceux-ci et certaines entités diagnostiques reconnues en Occident, comme la personnalité multiple et l'hystérie. En conséquence, ils ont tendance à utiliser des expressions telles que « syndrome de possession » et « possession hystérique ». Ils offrent également, à des degrés divers, des explications motivationnelles de la condition qui la dépeignent comme bénéfique pour la personne affectée en améliorant son statut et peut-être en résolvant des conflits internes et externes.
La question se pose de savoir si certaines personnes ostensiblement possédées montrent des connaissances sur la vie d'une personne décédée qu'elles n'auraient pas pu obtenir normalement. Les cas de ce type sont rares, et pourtant suffisamment connus en Inde pour que le mot hindi parakaya pravesh (entrer dans un autre corps) existe pour les désigner.

### Intervenants et procédés
Les méthodes utilisées pour l'enquête sur les affaires comprennent essentiellement des entretiens avec de multiples informateurs de première main des deux côtés de l'affaire, c'est-à-dire la famille du sujet ainsi que les membres et amis survivants de la personnalité précédente. Les entretiens sont généralement menés d'abord avec les familles des sujets et ensuite avec les membres de la famille de la personnalité précédente ; parfois, pour des raisons géographiques, les familles des personnalités précédentes sont interrogées en premier. En plus des entretiens avec les informateurs concernés dans les familles proches, des informateurs neutres des deux parties qui auraient été, par exemple, des témoins directs des déclarations ou des comportements inhabituels des sujets, ou des témoins du mode de décès de la personnalité précédente sont également interrogés. Un effort est toujours fait pour interroger l'enfant s'il coopère ou fait des observations sur son comportement qui pourraient aider à évaluer le cas. Les informations sont complétées par divers documents écrits tels que les horoscopes, les registres des municipalités, des hôpitaux et des commissariats de police pour vérifier les dates de naissance des sujets et les dates de décès et les circonstances liées à la mort des personnalités précédentes, etc.
Lorsqu'une affaire fait l'objet d'une enquête, l'histoire est obtenue auprès d'un nombre aussi important que possible de personnes. Cela inclut les sujets, si les enfants sont désireux et capables de parler aux enquêteurs des souvenirs qu'ils ont rapportés, ainsi que leurs parents et d'autres personnes qui ont entendu les enfants décrire des souvenirs de leur vie passée. L'autre partie de l'affaire est ensuite examinée ; la famille de la personnalité précédente est interrogée pour déterminer dans quelle mesure les propos de l'enfant sont exacts par rapport à la vie de la personnalité précédente. Des tentatives sont faites pour obtenir des autopsies ou des dossiers médicaux de la personnalité précédente s'ils sont pertinents. Si les deux familles ne se sont pas encore rencontrées, des tests peuvent également être effectués pour voir si le sujet est capable de reconnaître les personnes de la vie antérieure.
Comme les enfants restent le plus souvent sous la garde de leur mère lorsqu'ils commencent à parler de leurs vies antérieures, ses attitudes initiales et ultérieures quant aux affirmations de l'enfant sont prises en compte ; l'attitude des pères est également enregistrée lorsqu'elle est disponible. En outre, le degré d'attention que reçoit un cas en dehors des deux familles concernées est également déterminé.
Outre le témoignage de la famille immédiate du sujet, on recherche également celui d'autres informateurs plus neutres, tels que les enseignants, les chefs d'établissement, les voisins et les agents urbains, qui sont disponibles pour des entretiens.
L'observation du comportement non verbal des témoins et des sujets pendant les entretiens est utile pour établir leur fiabilité ; et elle peut également révéler les émotions des sujets qui se rapportent aux souvenirs qu'il raconte. Il est aussi de mise d'interroger les informateurs, en fonction du temps disponible et du niveau de coopération et de tolérance des informateurs à l'égard de ces interrogatoires. Pour évaluer plus avant la fiabilité des informateurs, on essaye de déterminer l'exactitude de leurs observations et de leurs souvenirs concernant les événements qu'ils décrivent et d'évaluer leurs motifs d'exagération ou de suppression d'informations.
Comme il n'existe pas de guide infaillible de la vérité dans les entretiens, le plus fiable reste la comparaison de ce qu'une personne dit sur un événement avec ce que d'autres en disent.

## Discussions et hypothèses
On a constaté que certains enfants se souvenant d'une vie antérieure avaient une phobie liée à la cause du décès dans leur vie antérieure, et que d'autres avaient des taches de naissance et des malformations congénitales liées à des blessures (souvent) mortelles ou à d'autres marques sur la personne décédée concernée.
Certains détails et corrélations relevés remettraient en question les conceptions traditionnelles de l'hérédité, de la génétique, de la mémoire et de la biologie, ainsi que l'influence de l'environnement sur la formation de la personnalité.

### Origine inexpliquée de souvenirs
La plupart des sujets sont des jeunes enfants.  Ils commencent généralement à décrire une vie antérieure à l'âge de deux ans et s'arrêtent généralement à l'âge de six ans, voire plus.  Ils font ces déclarations spontanément, sans recourir à la régression hypnotique.  Ils décrivent des vies récentes, l'intervalle médian entre la mort de l'individu précédent et la naissance de l'enfant n'étant que de 16 mois.  Ils décrivent également des vies ordinaires, généralement dans le même pays.  La seule partie de la vie qui sort souvent de l'ordinaire est le mode de décès, car 70 % des décès sont dus à des causes non naturelles.
Les cas relevés aux États-Unis ont des caractéristiques communes avec celles des autres pays. L'âge de l'interlocuteur et le contenu des déclarations sur la vie antérieure, comme l'accent mis sur la fin de cette vie, sont les mêmes, et les cas peuvent inclure des taches de naissance ou des malformations congénitales et les caractéristiques émotionnelles et comportementales spécifiques. Une différence est que même si les sujets américains font en moyenne de nombreuses déclarations sur la vie qu'ils rapportent, comme le font les sujets d'autres pays, ils ont tendance à en donner peu de noms. C'est probablement la cause du fait qu'une personnalité antérieure a rarement été identifiée dans les cas américains, sauf lorsque les enfants ont déclaré être eux-mêmes des parents décédés. Dans l'ensemble, cependant, les cas américains semblent être des exemples du même phénomène que dans d'autres parties du monde.
Les cas américains démontrent que les souvenirs de la vie passée rapportés par les enfants ne sont pas un phénomène purement culturel. Ils se produisent dans une culture sans croyance générale en la réincarnation et souvent dans des familles sans croyance. La mère de Kendra Carter, une chrétienne conservatrice, était consternée par l'idée de la réincarnation et avait l'impression de commettre un péché en achetant un livre sur le sujet.
Étant donné que les prétendus souvenirs de vie passée impliquent souvent des décès récents et non naturels, ces caractéristiques semblent être associées soit à la transmission de souvenirs de vies antérieures par des mécanismes inconnus, soit au processus par lequel les enfants développent l'illusion d'avoir eu une vie antérieure. Si les souvenirs sont authentiques, les cas suggèrent que les morts non naturelles augmentent la probabilité d'un retour rapide à des souvenirs intacts. Ils ne disent cependant pas grand-chose sur les possibilités offertes aux personnes qui n'ont pas de tels souvenirs.

### Schémas convergents de souvenirs
Les recherches d'Ian Stevenson, qui se sont étendues sur près de quarante ans, ont mis en évidence certains schémas qui sont stables d'une culture à l'autre. Par exemple, lorsque les enfants grandissent, leurs souvenirs des vies passées commencent souvent à s'effacer. En outre, les enfants qui se souviennent de vies antérieures se souviennent souvent de vies qui se sont terminées par une mort violente (Cook et al 1983). Ils ont également constaté que l'intervalle entre la mort et la renaissance est plus court dans les cas où la personnalité précédente est morte violemment. Antonia Mills a noté que certaines renaissances se produisent en quelques jours ou mois, alors que dans d'autres cas, l'intervalle est de 10 ans ou plus. Les cas dans lesquels l'intervalle est très long auraient moins de chances d'être diagnostiqués, car l'enfant serait en mesure de reconnaître moins de personnes et de lieux.

### Hypothèses concernant le domaine de la biologie

#### Marques de naissance
Certaines marques de naissance dans les CTR montrent des détails pertinents qui réduisent la probabilité que la corrélation entre elles et des blessures apparemment liées se soit produite par hasard. Par exemple, dans 18 cas où le décès dans la vie antérieure a été causé par une blessure par balle, le sujet avait deux marques de naissance correspondant à des blessures par balle d'entrée et de sortie. Dans 14 de ces cas, une marque de naissance était sensiblement plus grande que l'autre, ce qui s'explique par le fait que les blessures par balle d'entrée sont petites et rondes, celles de sortie plus grandes et de forme irrégulière.
Dans 20 cas, le corps d'un mourant ou d'une personne qui venait de mourir a été marqué par un participant au deuil, généralement un membre de la famille, avec de la suie ou une autre substance colorée. Un bébé né plus tard, généralement de la famille élargie, a eu une marque de naissance à l'endroit du marquage sur la personne décédée ; certains de ces bébés, lorsqu'ils furent capables de parler, exprimaient des souvenirs de la vie de la personne marquée, mais d'autres non. Des travaux ont été réalisés sur cette pratique des « marques de naissance expérimentales ».

#### Anomalies et maladies congénitales
Bien que leur nombre soit inférieur à celui des sujets présentant des marques de naissance, un nombre appréciable de CTR présentent des anomalies congénitales majeures, telles que l'hémimélie, la microtie, la brachydactylie unilatérale et la micropénis. La plupart des malformations congénitales ne correspondent à aucun « type de malformation humaine » reconnu ; elles correspondent plutôt à des coupures d'épée, des blessures de fusil de chasse ou d'autres modes de décès. Par exemple, un enfant, né avec une brachydactylie unilatérale de la main droite, a déclaré qu'il se souvenait de la vie d'un enfant d'un autre village qui s'était coupé les doigts de sa main droite en les mettant accidentellement entre les lames d'une hacheuse de fourrage.
Dans un nombre important de cas, le sujet présentait des symptômes physiques ou des signes d'une maladie dont la personne décédée concernée avait souffert.

### Hypothèses concernant le domaine de la psychiatrie

#### Phobies
La plupart des phobies se sont manifestées dans des cas de mort violente, mais aussi dans des cas de mort naturelle. L'intensité des phobies varie quelque peu en fonction du mode de décès. Par exemple, 30 (64 %) des 47 personnes qui se souvenaient d'une mort par noyade avaient la phobie de l'eau, alors que seulement 13 (43 %) des 30 personnes qui se souvenaient d'une mort par morsure de serpent avaient la phobie des serpents (30). Dans de nombreux cas, l'enfant a manifesté la phobie avant d'avoir parlé d'une vie antérieure. Les parents n'ont pas été affectés par la phobie jusqu'à ce que l'enfant ait donné son explication d'un événement - généralement le type de mort - dans une vie antérieure. Dans tous les cas, les parents de l'enfant n'ont pu identifier aucune expérience postnatale ni exemple chez un membre de la famille qui pourrait expliquer la phobie.
Il est suggéré que le modèle reposant sur l'explication de ces souvenirs par des « vies antérieures » pourrait expliquer les phobies même chez les enfants ne rapportant aucun souvenir de « vie antérieure ».

#### Philiasinfantiles
Beaucoup d'enfants qui prétendent se souvenir de leurs vies antérieures manifestent un désir - qui semble parfois être un besoin - de consommer une substance intoxicante ou un aliment particulièrement apprécié par la personne décédée dont l'enfant se souvient de la vie.  Plusieurs enfants qui se sont souvenus de la vie de buveurs excessifs d'alcool en ont demandé et en ont même pris subrepticement lorsqu'ils étaient petits.  D'autres ont essayé de fumer des cigarettes ou ont prétendu le faire.

#### Jeux infantiles
Dans une série de 278 cas, les sujets ont fait preuve d'un jeu inhabituel dans 66 (24%) cas (données non publiées). Le jeu était le plus souvent celui de la vocation du défunt concerné. Par exemple, un enfant qui se souvenait de la vie d'un charretier jouait à s'asseoir derrière un cheval en tirant une charrette. Un enfant qui se souvenait de la vie d'un médecin jouait à en être un et secouait un petit bâton comme s'il s'agissait d'un thermomètre médical. D'autres jeux imitaient un attrait, comme le jeu favori d'un enfant avec des perles. D'autres enfants encore ont nommé des poupées ou d'autres objets jouets d'après les enfants de la personne décédée concernée. D'autres encore ont reconstitué en jouant le mode de mort dans la vie antérieure revendiquée. Dans tous ces cas, la famille de l'enfant n'a fourni aucun modèle que le jeu imitait.

#### Identité de genre
De nombreux enfants qui prétendent se souvenir de leurs vies antérieures disent que la vie antérieure était celle d'une personne de sexe opposé. Deux tiers de ces enfants ont un comportement approprié pour l'identité de genre de la vie précédente. Le travestissement est fréquent, de même qu'une préférence pour les jeux et autres activités attribué au sexe antérieur déclaré. Parfois, l'enfant refuse de manière intransigeante de porter des vêtements jugés appropriés à son sexe anatomique, et parfois, des crises se sont développées à l'école lorsque les éducateurs ont insisté pour que l'enfant s'habille comme les membres de son genre supposé et que l'enfant a refusé de le faire.

#### Attitude envers les parents
Certains des enfants qui prétendent se souvenir de vies antérieures identifient leur vie antérieure à celle d'un membre décédé de leur propre famille, comme le frère, la sœur ou un parent de leur mère. Ces enfants semblent donc se souvenir de la vie d'un oncle, d'une tante ou d'un grand-parent. Dans ces cas, l'enfant adopte souvent une attitude d'égalité, voire de supériorité par rapport à ses parents. Par exemple, il peut appeler un parent par son prénom au lieu de s'adresser à lui en tant que « mère » ou « père ».  Ces enfants manifestent parfois des attitudes d'affection particulière ou d'antagonisme envers les membres de la famille qui correspondent aux attitudes que la personne décédée concernée a manifestées envers ces différentes personnes. Les parents d'enfants qui ne se souviennent pas de vies antérieures commentent parfois des attitudes similaires manifestées par l'un de leurs enfants. Une mère peut dire, par exemple, « Ma fille se comporte envers moi comme si elle était ma tante, et non ma fille ».

#### Conduite morale précoce, sociopathie
Parmi les enfants étudiés, certains se souvenaient de la vie de bandits ou de voleurs. Ces enfants, lorsqu'ils étaient très jeunes, montraient tous une tendance à se comporter de manière violente ou à voler. Un groupe beaucoup plus important a déclaré se souvenir avoir été assassiné dans sa vie antérieure ; beaucoup d'entre eux, dans leur petite enfance, ont montré des attitudes de vengeance envers les meurtriers de leur vie antérieure ; plusieurs ont menacé de tuer ces personnes lorsqu'ils ont grandi, et trois ont pris des armes pour le faire lorsqu'ils ont vu des meurtriers ou des personnes comme ceux-ci dans leur village. D'autres sujets se sont souvenus de la vie de personnes qui avaient été exceptionnellement pieuses, généreuses et gentilles.  Ces enfants présentaient, de manière précoce, les mêmes traits. Par exemple, ils étaient, par rapport aux autres membres de leur famille, plus généreux envers les mendiants et plus désireux d'aller à des édifices religieux et de pratiquer le culte.

### Hypothèses anthropologiques

#### Peuples amérindiens et inuit
Les recherches de Stevenson montrent des relations claires entre la structure matrilinéaire des lignées Tlingit et les structures de renaissance, déterminés par les modèles d'héritage basés sur les croyances en des personnalités passées réincarnées ainsi que l'importance des rêves maternels pendant la grossesse (par les mères ou les parents) et des taches de naissance (considérées comme de vieilles blessures) qui déterminent les personnalités passées dans les incarnations actuelles.
Mark Nuttall (Université Brunel) évoque le lien inuit groenlandais entre le nom (ou nom-âme, ateq) d'un individu récemment décédé et son incarnation dans un enfant nouveau-né (atsiaq). Cette continuité de l'identité sociale instaure encore une autre perspective sur la réincarnation : le lien entre la famille du défunt et la famille du nouveau-né (ou avec un frère ou une sœur décédé(e)). Le nommage est une stratégie sociale qui « réincarne » le passé avec les générations actuelles pour maintenir la communauté et la continuité.
Marie Mauzé (Centre national de la recherche scientifique, France) a écrit sur la distinction kwakiutl entre individu et personne basée sur les métathéories de Marcel Mauss. Les pratiques de dénomination sont considérées comme un moyen de « réincarner » socialement les ancêtres passés en une personne de la génération actuelle.
Antonia Mills (Université de Virginie) donne une analyse des marques de naissance chez les Gitsak (en), en particulier des enfants nés avec un marquage similaire aux oreilles percées (signe de rang social) des anciens membres de la tribu. Goulet énumère cinq critères permettant d'identifier ces personnes : rêves annonciateurs, visions des morts, souvenirs de vies antérieures pendant l'éveil, similarité entre les personnalités et les taches de naissance.
L'une des caractéristiques remarquables des croyances des Gitsak en matière de réincarnation est qu'ils croient qu'une personne peut se réincarner en plusieurs personnes simultanément, bien que cela se produise rarement. Un exemple frappant est celui d'Ellen Johnson, membre de la tribu des Gitsak, qui, avant de mourir, a dit qu'elle reviendrait 11 fois ; selon les Gitsak, elle est revenue 7 fois dans 7 corps différents depuis sa mort en 1987. Toutes ces réincarnations se sont retrouvées dans les corps de ses propres descendants, par exemple, en tant que fille de certains de ses petits-enfants et arrière-petits-enfants préférés.
L'une des idées centrales que Mills a développées à partir de ses diverses recherches (comme Stevenson) est que les cas de réincarnation sont toujours conformes aux attentes culturelles. Par exemple, les cas de réincarnations mixtes sont plus fréquents dans les cultures qui s'y attendent et rarement dans celles qui ne s'y attendent pas. Cela soulève la question de savoir dans quelle mesure c'est le choix de la personne décédée qui a un impact sur le retour.

## Convergences et divergences par rapport aux croyances religieuses et culturelles

### Croyances nord-américaines et occidentales
Du point de vue des Gitsak, la capacité à revenir plusieurs fois implique une relation beaucoup plus complexe entre les corps et les âmes par rapport à la notion apparemment simpliste d'une âme correspondant toujours à un corps. Antonia Mills a souligné que les Indiens d'Amérique du Nord croient qu'une partie de l'âme reste dans le corps du défunt tandis qu'une autre partie part dans une autre dimension qui est en relation avec notre monde. Cette partie peut rester dans ce monde de l'esprit même si la « personne » se réincarne, se singularise ou se multiplie. Les théories de l'âme doivent tenir compte de la possibilité que d'autres mondes soient en interaction avec notre monde. De ce point de vue, il n'est pas si étonnant que la membre de la tribu gitsak, Ellen Johnson, puisse revenir en tant que 7 personnes, car on pense qu'elle est en relation avec les 7 personnes d'une autre dimension.
Les études interculturelles sur la réincarnation doivent amener les chercheurs à comprendre que de nombreux êtres humains issus de cultures non occidentales considèrent l'hypothèse d'une plus grande perméabilité de l'âme humaine : la notion commune d' « une âme, un corps » est peut-être une vision limitée de la réincarnation, imprégnée de préjugés occidentaux.

### Croyances asiatiques
Selon Ian Stevenson, le produit des recherches sur la réincarnation ne converge pas avec la théorie du karma rétributif (voir aussi Rétribution des âmes).
James Matlock note, en ce qui concerne le phénomène des taches de naissance correspondant aux blessures subies par une incarnation précédente, et d'autres douleurs et maladies persistantes, que les chercheurs ont rassemblé un vaste corpus de preuves que la victime, plutôt que l'auteur, continue de souffrir des préjudices infligés. Il observe que les souvenirs involontaires de l'intervalle entre les vies ne fournissent pas non plus de preuves du karma: les sujets se souviennent fréquemment de choix concernant des vies futures faits librement par l'âme seule, ou avec les conseils d'une entité spirituelle qui n'est apparemment pas contrainte par le karma.
Considérant le karma comme une hypothèse, le chercheur en réincarnation Jim B. Tucker a utilisé la base de données de cas de Stevenson pour le tester, tentant de corréler cinq traits des incarnations précédentes (sainteté, criminalité, tendance à la transgression morale, philanthropie et observance religieuse) avec trois mesures de la vie actuelle : richesse, statut social et, dans les cas indiens, caste. La seule corrélation a été trouvée entre la « sainteté» et le « degré de richesse », ce que Tucker soupçonne, étant isolé, d'être une anomalie statistique.

## Republications notables
Life Before Life (en), par le psychiatre infantile Jim B.Tucker (en), présente une compilation de quarante ans d'études sur la réincarnation par l'Université de Virginie.